# Statera
Statera is het wetenschappelijk bureau van de Nederlandse politieke beweging DENK.

## Directeur
| van  | tot   | naam               |
| ---- | ----- | ------------------ |
| 2016 | 2018  | Stephan van Baarle |
| 2018 | 2021  | Gladys Albitrouw   |
| 2021 | heden | Gökhan Çoban       |